# Староміське кладовище (Слов'янськ)
Староміське кладовище (або Єврейське) — найстаріше кладовище у місті Слов'янськ Донецької області. Розташоване у Старому Місті, біля вулиці Тараса Шевченка. Закрите для нових поховань. У 2019 році місцевою владою було оголошено про утворення на місці цвинтаря меморіального парку «Пам'ять поколінь».

## Історія

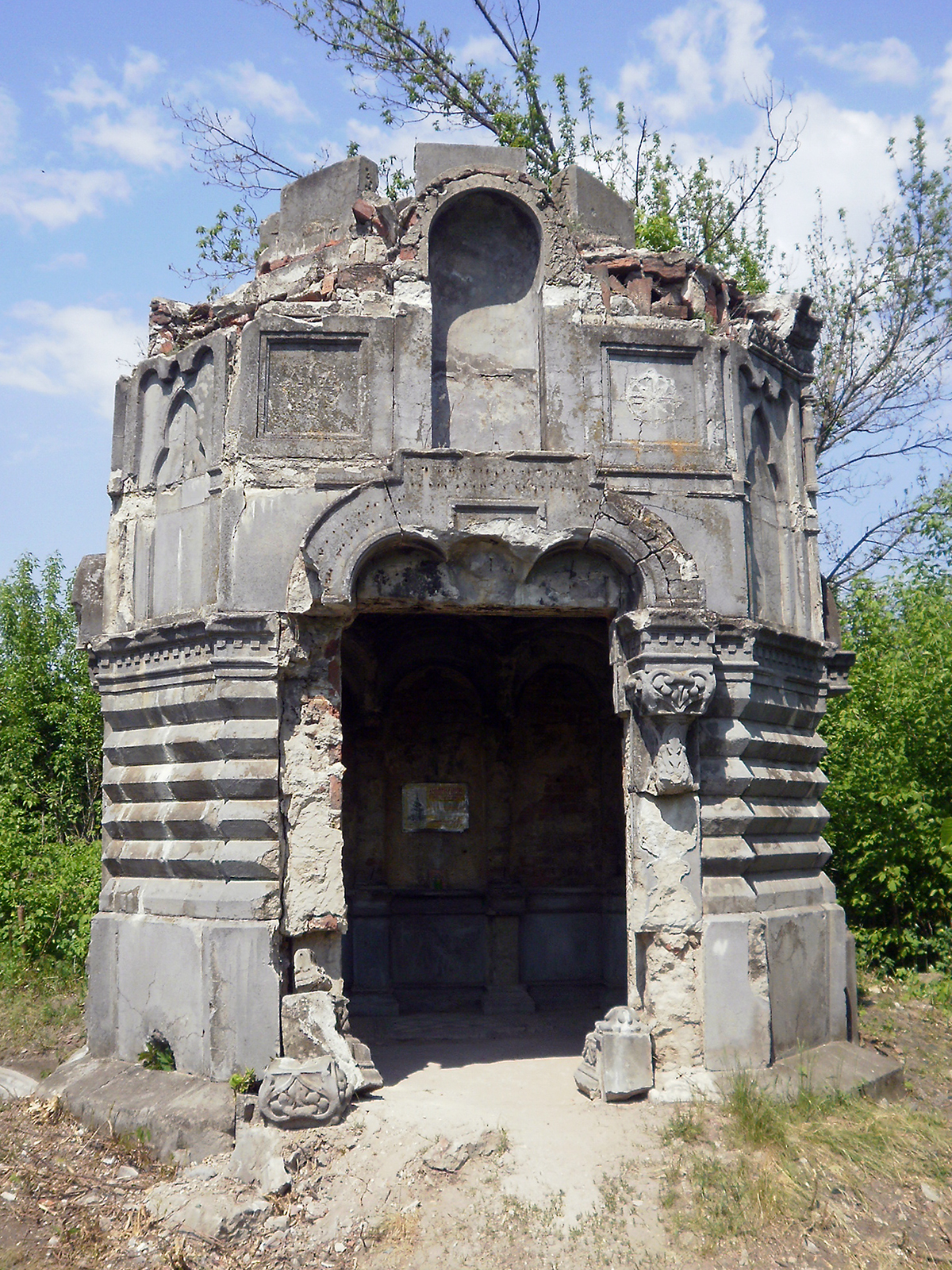
Напівзруйнована пам'ятка архітектури — каплиця Залеських

Зі збільшенням розміру Слов'янська та розширенням забудови на південний-захід, постало питання утворення єдиного міського кладовища. Ділянка була обрана на тодішній північній околиці міста, на вулиці Харківській. 
Перші поховання датуються з 1830-х років. Тут ховали представників різних національностей та релігій, і навіть знайдено поховання членів Слов'янського масонського ложе. 
На цвинтарі існувало декілька каплиць. Найвідоміша з них — мармурова каплиця мецената Шнуркова. На жаль, починаючи з ХХ століття сотні мармурових надгробків було вкрадено та використано як будівельний матеріал, мармурову каплицю Шнуркова було зламано та розкрадено, а те, що залишилося, було прирівняно до майже порожньої земельної ділянки. 
У часи німецької окупації 1941-1943 років, на Староміському кладовищі було розпорядження ховати німецьких солдат поверх могил ХІХ століття. Проте, за підтримки уряду окупаційної Німеччини, відбулася реконструкція єдиної збереженої каплиці католиків Залеських. 
Починаючи з 6 вересня 1943 року, був наказ зрівняти з землею могили німців (тут було два німецькі цвинтарі — один на Староміському кладовищі, а другий північніше, там зараз житлова забудова), а поверх них ховати місцевих цивільних жителів. Тому можна стверджувати, що на Староміському цвинтарі люди поховані у 3 шари. 

## Сучасність

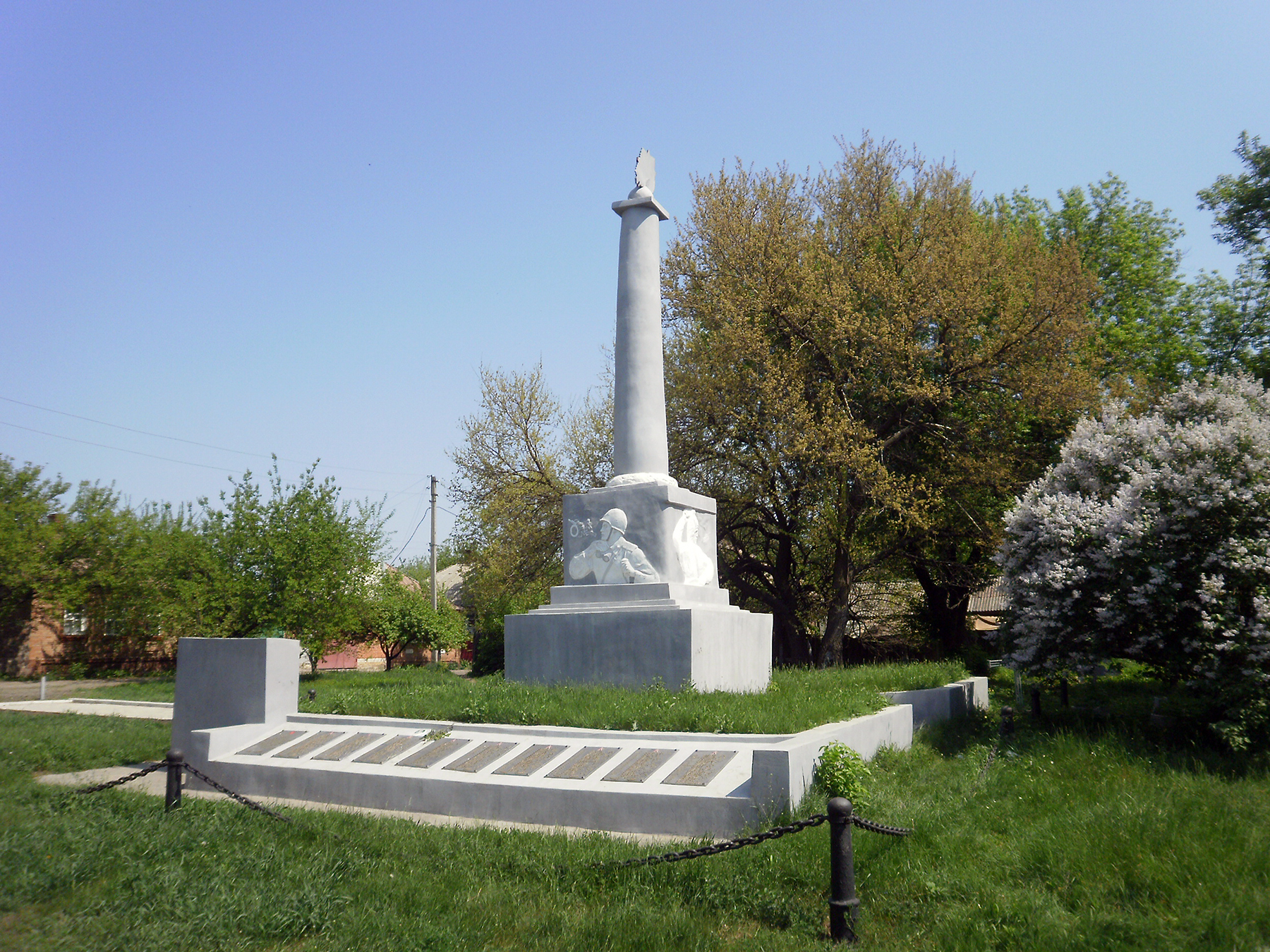
Поховання радянських солдат

Після отримання Україною незалежності у 1991 році, на цвинтарі більше не ховали людей, проте за ним не доглядали, і воно пішло в небуття: поросле чагарниками, купа сміття, наркоманські та сектантські прихістки, місце прогулянки любителів містики та випасу кіз.

### Утворення меморіального парку «Пам'ять поколінь»
У 2018 році Слов'янський краєзнавчий музей оголосив про початок збору інформації від мешканців про людей, похованих на цьому кладовищі або подій, пов’язаних з ними. Також міська влада оголосила про початок «пошуково-відновлювальні роботи» з метою встановлення кількості похованих, їхні імена, прізвища тощо, з метою відновлення надгробків ХІХ-ХХ століть та утворення на базі кладовища меморіального парку.
Протягом 2018-2019 років активістами, місцевою владою та комунальними службами було очищено більшу частину кладовища, знайдено занехаяні могили позаминулого століття. Усі прізвища на могилах також передавалися до країзнавчого музею з метою встановлення особистості.
Основною ціллю є відновлення історичного кладовища початку ХІХ століття, що розкриє історію міста, хто його населяв, що робили ті люди, які тут поховані, для розвитку міста, яким був етнічний (оскільки тут поховані українці, євреї, поляки, німці, росіяни тощо), релігійний (християни різних конфесій, юдеї) склад населення Слов'янська у ХІХ столітті.